# Otter Creek
Otter Creek és una població dels Estats Units a l'estat de Florida. Segons el cens del 2007 tenia 129 habitants.

## Demografia
Segons el cens del 2000, Otter Creek tenia 121 habitants, 54 habitatges, i 32 famílies. La densitat de població era de 32,7 habitants/km².
Dels 54 habitatges en un 22,2% hi vivien nens de menys de 18 anys, en un 51,9% hi vivien parelles casades, en un 3,7% dones solteres, i en un 40,7% no eren unitats familiars. En el 31,5% dels habitatges hi vivien persones soles el 14,8% de les quals corresponia a persones de 65 anys o més que vivien soles. El nombre mitjà de persones vivint en cada habitatge era de 2,24 i el nombre mitjà de persones que vivien en cada família era de 2,91.
Per edats la població es repartia de la següent manera: un 17,4% tenia menys de 18 anys, un 7,4% entre 18 i 24, un 20,7% entre 25 i 44, un 37,2% de 45 a 60 i un 17,4% 65 anys o més.
L'edat mediana era de 46 anys. Per cada 100 dones de 18 o més anys hi havia 100 homes.
La renda mediana per habitatge era de 18.036 $ i la renda mediana per família de 19.821 $. Els homes tenien una renda mediana de 30.000 $ mentre que les dones 22.500 $. La renda per capita de la població era de 13.101 $. Entorn del 12,1% de les famílies i el 20,2% de la població estaven per davall del llindar de pobresa.

## Poblacions més properes
El següent diagrama mostra les poblacions més properes.